# 야마가타 TV

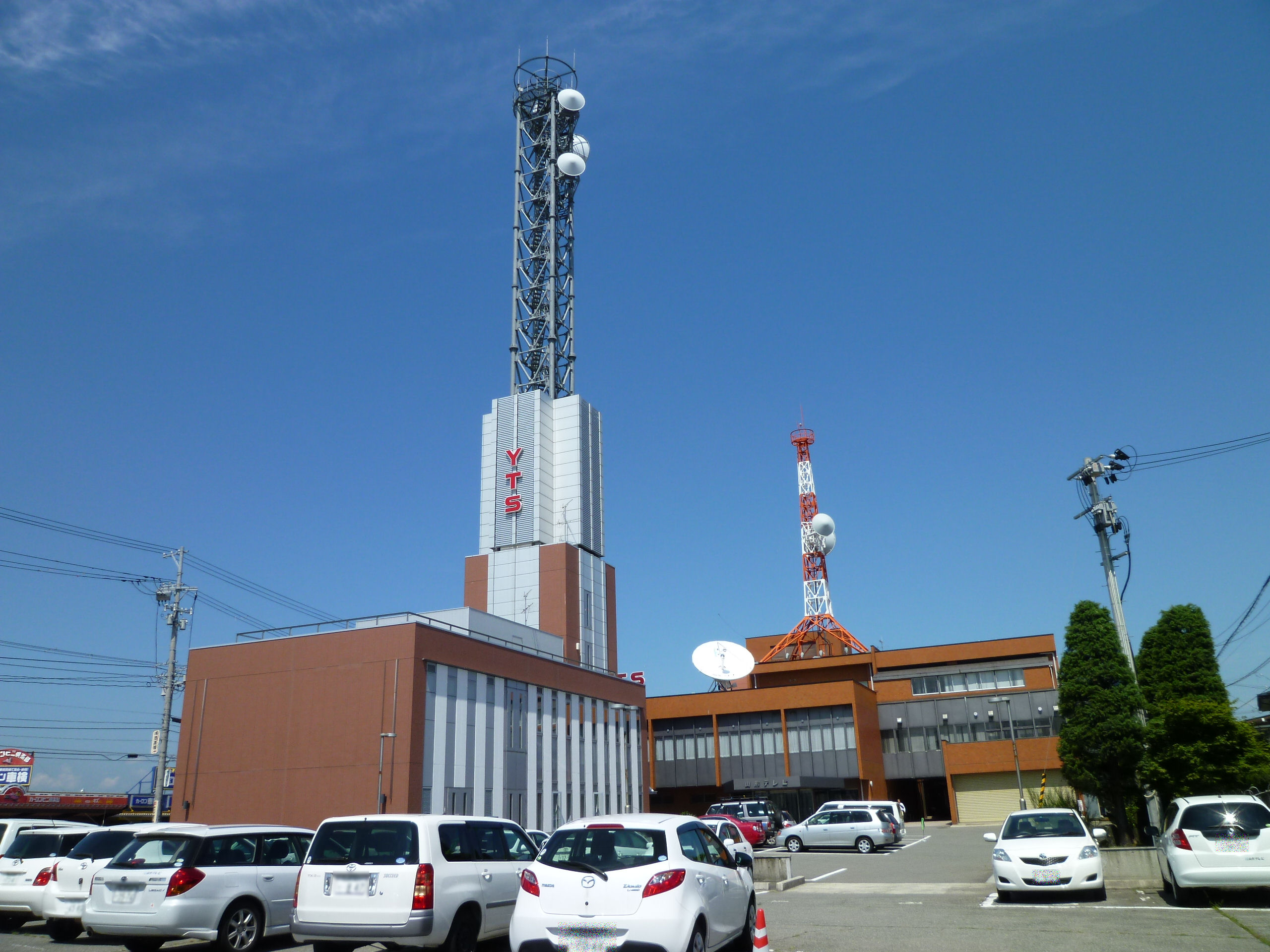
야마가타 TV

야마가타 TV는 1970년 4월 1일 야마가타현의 2번째 민영방송국으로서 개국했다.
약칭은 YTS, 콜사인은 JOYI-DTV이다.

## 연혁
- 1968년 야마가타 UHF텔레비전 방송국에 예비 면허를 교부한다.
- 1970년 4월 1일 야마가타현 2번째 텔레비전 방송국으로서 FNN·FNS계열로 개국한다.
- 1975년 4월 1일 ANN에도 가맹하면서 후지 TV·TV 아사히 크로스넷 방송국이 된다.
- 1980년 3월 31일 이 날을 마지막으로 ANN에서 탈퇴해 TV아사히의 프로그램이 일부 프로그램을 제외하고 모두 방송이 중단된다.
- 1980년 4월 1일 FNN·FNS 단독 계열국으로로 돌아오지만 야마가타 방송이 ANN 가맹에 의해 방송을 하지 못한 니혼TV계열 프로그램도 방송하게 된다.
- 1989년 10월 1일　TV-U 야마가타의 개국에 따라 도쿄방송계열 프로그램이 중단된다.
- 1993년 4월 1일 ANN에 재가맹하는 동시에 TV아사히 완전가맹국이 된다.
- 2006년 6월 1일 지상파 디지털 텔레비전 방송을 개시한다.
- 2011년 7월 24일 지상파 아날로그 텔레비전 방송 종료.

### 네트워크 변천사
- 1970년 4월 1일 후지TV 완전가맹국으로서 개국했지만 개국 당시에는 NET-TV(현：TV아사히) 프로그램 일부가 야마가타 방송에서 이행되었다.
- 1975년 3월 31일 ANN에 가맹하면서 후지 TV·TV아사히계 크로스넷 방송국이 된다.
- 1980년 4월 1일 TV아사히 프로그램 대부분이 대신 ANN에 정식 가맹한 야마가타 방송에 이행하게 되고 이에 ANN을 탈퇴하지만 일부 프로그램은 계속 방송하게 되고 야마가타 방송에서 방송못하는 니혼TV의 일부 프로그램이 이행된다.
- 1993년 4월 1일 중심방송국을 TV아사히로 변경하면서 FNN·FNS를 탈퇴하고 ANN에 재가맹하면서 TV아사히계열 완전가맹국이 되었다. 이로 인해 대부분의 후지 TV 계열의 프로그램이 야마가타에서 모습을 감췄고 극소수의 프로그램이 TV-U 야마가타로 이행하는 정도에 그쳤다.
  - 이에 따라 민간방송 교육협회제작 프로그램 이외의 TV아사히계 프로그램이 야마가타방송 및 TV-U 야마가타에서 이행되었다. 동시에 니혼TV계열 프로그램이 모두 야마가타 방송으로 이행되었다. 결국 후지TV는 1997년 4월 1일에 사쿠란보 TV를 개국하여, 4년만에 야마가타현에서 후지 TV 프로그램을 볼 수 있게 된다.

## 요인
- 넷체인지의 직접적인 방아쇠로 보는 것은 1989년에 개국한 FM 야마가타와 TV-U 야마가타에 대항하기 위한 신규 사업이 늘어나거나 실패한 것이다.

- 1992년 9월 24일에 실시한 임시 주주총회에서는 경영악화를 근거로 13명 중 12명의 다수로, TV아사히계의 넷체인지가 결정. 후지 TV에 있어서는 반기를 휘두르는 결과가 되었다. 다음날 25일에는 당시 대표이사와 도쿄 지사장이 후지 TV를 방문하더라도 명확한 이유를 전혀 전하지 않고 후지 TV 계열을 이탈하고 TV아사히 계열에 넷체인지 한다는 사실을 전하며, TV아사히 본사를 방문해 네트워크 가맹 신청을 실시하지만, 후지TV는 이의를 주장했다.
- 이에 대해 후지 TV는 1992년 12월부터 4개월간 후지TV 대부분의 프로그램의 스폰서와의 협상을 YTS만 단독으로 실시하게 되는 페널티를 부과했다. 결국 YTS는 이듬해 3월 31일자로 FNN/FNS를 탈퇴하고 후지 TV 계열의 프로그램을 모두 중단하였다.

## 방송국 네트워크 교체 배경
- 1993년 야마가타TV는 후지 TV의 반발에도 불구하고 ANN계열국으로 재탄생했는데 일반 시청자나 스폰서, 후지 TV, TV 아사히는 커녕 우정성에 대해서도 YTS 간부는 '주주의 의향','경영재건','크로스넷을 해소'등을 설명하는 것으로 명확한 설명은 없었다.
- 넷 체인지를 실시한 93년 3월 말까지 야마가타의 TV 섹션에서 완결되지 않은 드라마•애니메이션을 포함하여, 후지TV의 모든 프로그램에[종]마크가 늘어서게 되었다. 넷체인지 이후 YTS에서 방송되던 니혼 TV 프로그램이 NNN/NNS 단독 계열국이 된 YBC로 이행. 넷체인지는 YBC의 협력도 있어, 원활하게 수행되었다.
- 한편, 넷 체인지에 의해 TV 아사히의 간판 뉴스 프로그램인 뉴스 스테이션이 시작, YBC는 시차방송을 강요당한 프로그램들이 니혼TV와의 동시 방송으로 전환되었다.
- 넷체인지 당일 신문광고에서는 야마가타 TV의 새로운 문출을 축하합니다., 오늘 YTS 야마가타 TV는 TV아사히 계열로서 새롭게 태어납니다.라는 문구가 적혀있었다.
- 이를 기점으로 해서 YBC와 YTS 사이에서 계속 이어지던 변칙 크로스넷은 해소되었다.
- 넷체인지의 의해 후지 TV는 YTS와 넷체인지에 협력했다고 간주한 YBC에 대해, 후지TV 계열 전체의 프로그램 판매를 거부해, '후지 1국에 대해 로컬 3국, 야마가타현 측 절대 우위'라고 보고있던 업체를 놀라게 했다.
- 1989년 TV-U 야마가타와 FM야마가타의 개국이 시청률이나 광고수익에 영향을 받을것이라 여긴 야먀가타 TV는 할리우드 영화투자, 바이오 과학연구소 설립, 비디오 소프트 제작 등에 막대한 자본을 투자했으나 모두 손해를 보게 되자 차라리 있는 방송국을 ANN에 끌어들이고자 했던 TV 아사히가 야마가타TV를 꼬드겨 네트워크 교체가 되었다는 것이 이 의견의 근거이다.
- 다른 한편, 당시 네트워크 교체에 관련했던 임원은 이것이 주주의 결정이었다고 설명하고 있다.
- 원래, 야마가타TV는 NET-TV를 키국으로 해서 일부 도쿄방송의 프로그램을 내보내는 방송 시스템을 구상했고, 그에 따라 주주들도 마이니치 신문계열과 아사히 신문계열의 주주가 꽤 많이 존재했었다.
- 그러나 당시의 TV아사히는 시청률이 후지TV에 비해 낮았고, 인기 프로그램도 많지 않았다. TV 아사히의 인기 프로그램이 늘어난것은 21세기 이후의 일이다.
- YTS의 넷체인지 이후 후지 TV는 취재 거점으로서 야마가타 지국을 설치했다.

## 이후
- 하지만, 주주와 경영자의 분쟁도중 야마가타 현의 유명한 사업가인 핫토리 요시오가 분쟁조정에 개입하면서 야마가타TV는 도쿄방송계열이 아닌 후지 TV계열 프로그램을 방송하게 되었다.[1]
- 이 결과, 마이니치 신문계열 주주의 주식은 대부분이 아사히 신문계열 주주가 소유하게 되었고, 그들은 핫토리 요시오가 죽은 지 1년도 안돼서 TV 아사히 계열로의 이행을 서두르게 된 것이라는 이야기가 주주의 결정에 관한 근거라고 할 수 있다.
- 넷체인지 이후, 1993년 여름 무렵에 신 방송국 개국을 위한 서명운동을 전개하였다. 이후 1997년 4월 1일에 후지TV 계열국인, 사쿠란보 TV가 개국.
- 이후, 넷체인지의 곤경을 극복한 야마가타 TV는 2007년에 야마가타 신문 그룹에서 분리하여, 명실상부한 아사히 신문 계열의 대열에 합류, 현재에 이른다.
- 또한 야마가타 TV 홈페이지에서 소개의 프로필 란에는 TV아사히 계열 방송국임을 쓰는 것만으로 넷 체인지에 대한 사항은 적혀있지 않다. 그러나 FNS 홈페이지의 연혁 란에는 야마가타 TV가 네트워크 해소를 통보라고 적혀 있다.

## 야마가타현에 있는 다른 텔레비전·라디오 방송국
- NHK 야마가타 방송국
- 야마가타 방송(YBC)(TV는 니혼 TV 계열, 라디오는 JRN&NRN계열)
- TV-U 야마가타(TUY)(도쿄 방송 계열)
- 사쿠란보 TV(SAY)(후지 TV 계열)
- FM야마가타(JFN 계열)